# Marcin Przybyłowicz
Marcin Przybyłowic est un compositeur polonais de musique de jeux vidéo. Il s'est fait connaître comme directeur musical et compositeur principal de The Witcher 3: Wild Hunt, en plus d'avoir été concepteur du son de The Vanishing of Ethan Carter.

## Biographie
Marcin Przybyłowicz est né le 4 mai 1985.  Il est compositeur, pianiste, trompettiste et chef d'orchestre de formation. Il est diplômé de l'Académie de musique de Bydgoszcz maître ès arts.
Il a composé pour CD Projekt Red, qui est le studio de développement de l'éditeur de jeux vidéo polonais CD Projekt basé à Varsovie, la plupart des musiques de jeux comme les RPG:  The Witcher 2: Assassins of Kings, (2011) et sa suite The Witcher 3 - Wild Hunt, (2015) ainsi que deux extensions que sont Heart of Stone et Blood and Wine. 
Sur The Witcher 3: Wild Hunt, il a travaillé avec Mikołaj Stroiński et Gene Rozenberg,  l'Orchestre d'État de Brandebourg ainsi que le groupe de musique folklorique polonais Percival.
Marcin compose pour Thronebreaker: The Witcher Tales et Gwent: The Witcher Card Game.
Il a également composé la musique originale de la série TV historique polonaise "Korona Królów" de 2018.
Il a été chargé par l'éditeur français de jeux vidéo Microids de réorchestrer les mélodies d'origines du manga animé Goldorak pour le jeu  "Goldorak – Le Festin des Loups" paru en 2023.

## Compositions
- 2011 : The Witcher 2: Assassins of Kings (compositeur)
- 2011 : Hard Reset (bruitage)
- 2011 : Afterfall: Insanity (compositeur)
- 2014 : The Vanishing of Ethan Carter (bruitage)
- 2014 : Ancient Space (compositeur)
- 2015 : The Witcher: Battle Arena (compositeur)
- 2015 : The Witcher 3: Wild Hunt (compositeur)
- 2015 : Hearts of Stone, extension de The Witcher 3: Wild Hunt (compositeur)
- 2015 : Hard West (compositeur)
- 2016 : Blood and Wine, extension de The Witcher 3: Wild Hunt (compositeur)
- 2016 : Gloria Victis (compositeur du thème principal)
- 2017 : Full of Stars (compositeur)
- 2017 : Seven: The Days Long Gone (compositeur)
- 2018 : Korona królów (compositeur)
- 2018 : Gwent: The Witcher Card Game (compositeur)
- 2020 : Cyberpunk 2077 (compositeur)
- 2023 : Goldorak : Le Festin des loups (compositeur)